# Frontenas
Frontenas település Franciaországban, Rhône megyében. Lakosainak száma 905 fő (2022. január 1.). Frontenas Theizé, Alix, Bagnols, Charnay és Moiré községekkel határos.

## Népesség
A település népességének változása:
| Lakosok száma | 812  | 816  | 842  | 815  | 814  | 809  | 841  | 873  | 905  |
|               | 2013 | 2015 | 2016 | 2017 | 2018 | 2019 | 2020 | 2021 | 2022 |